# St. Georg (Mansfeld)

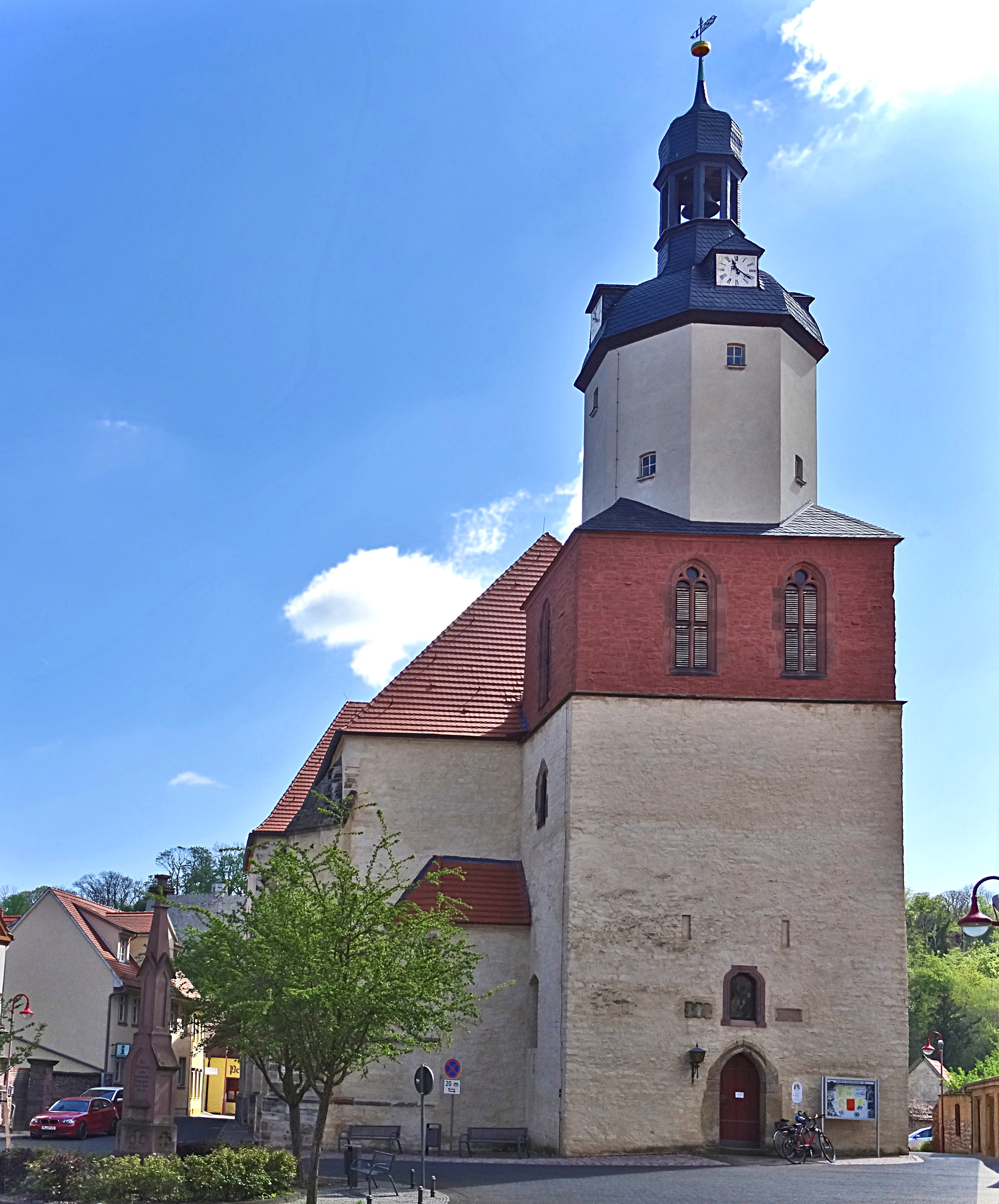
St. Georg (Mansfeld)

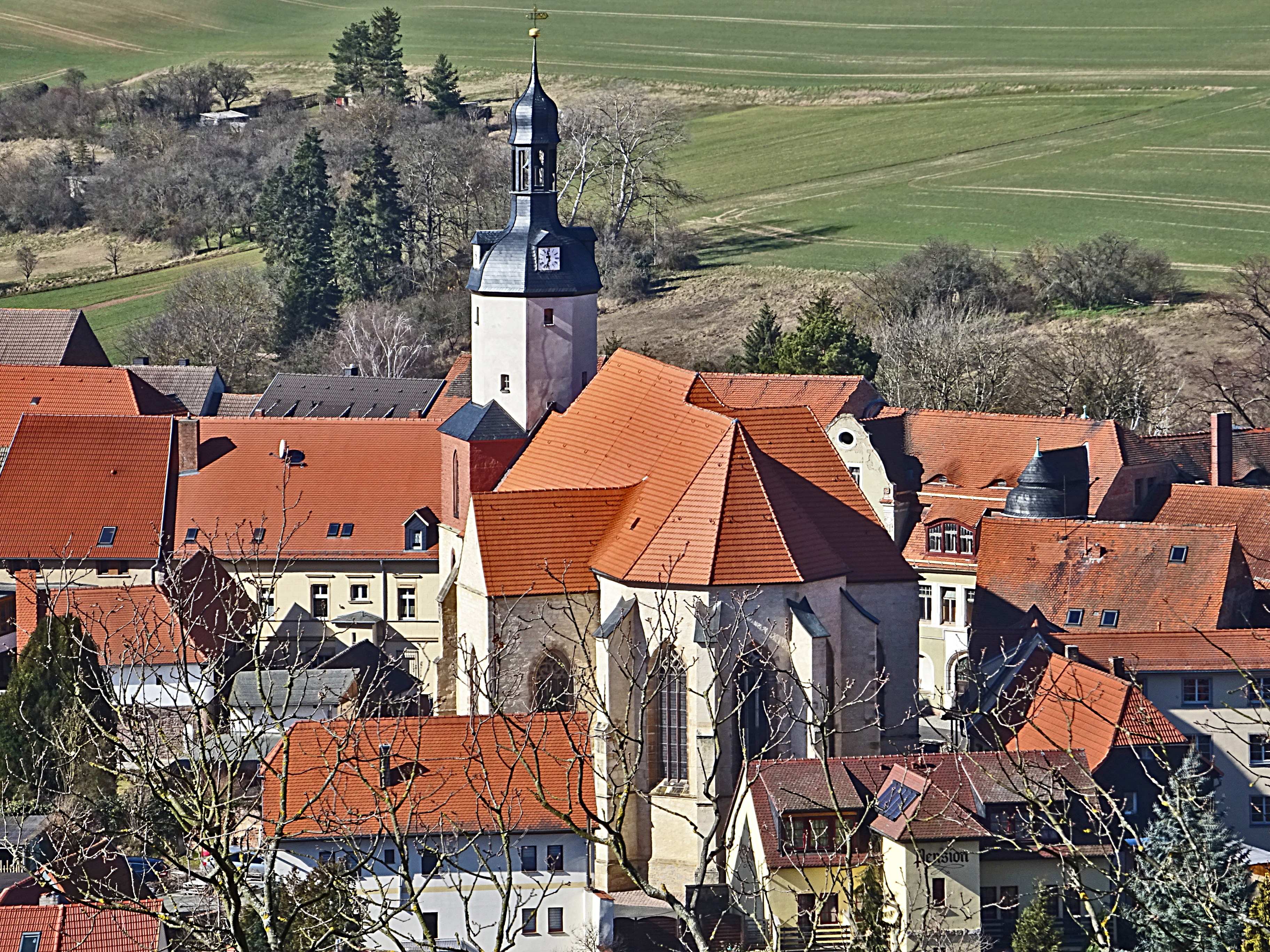
St. Georg vom Schloss gesehen

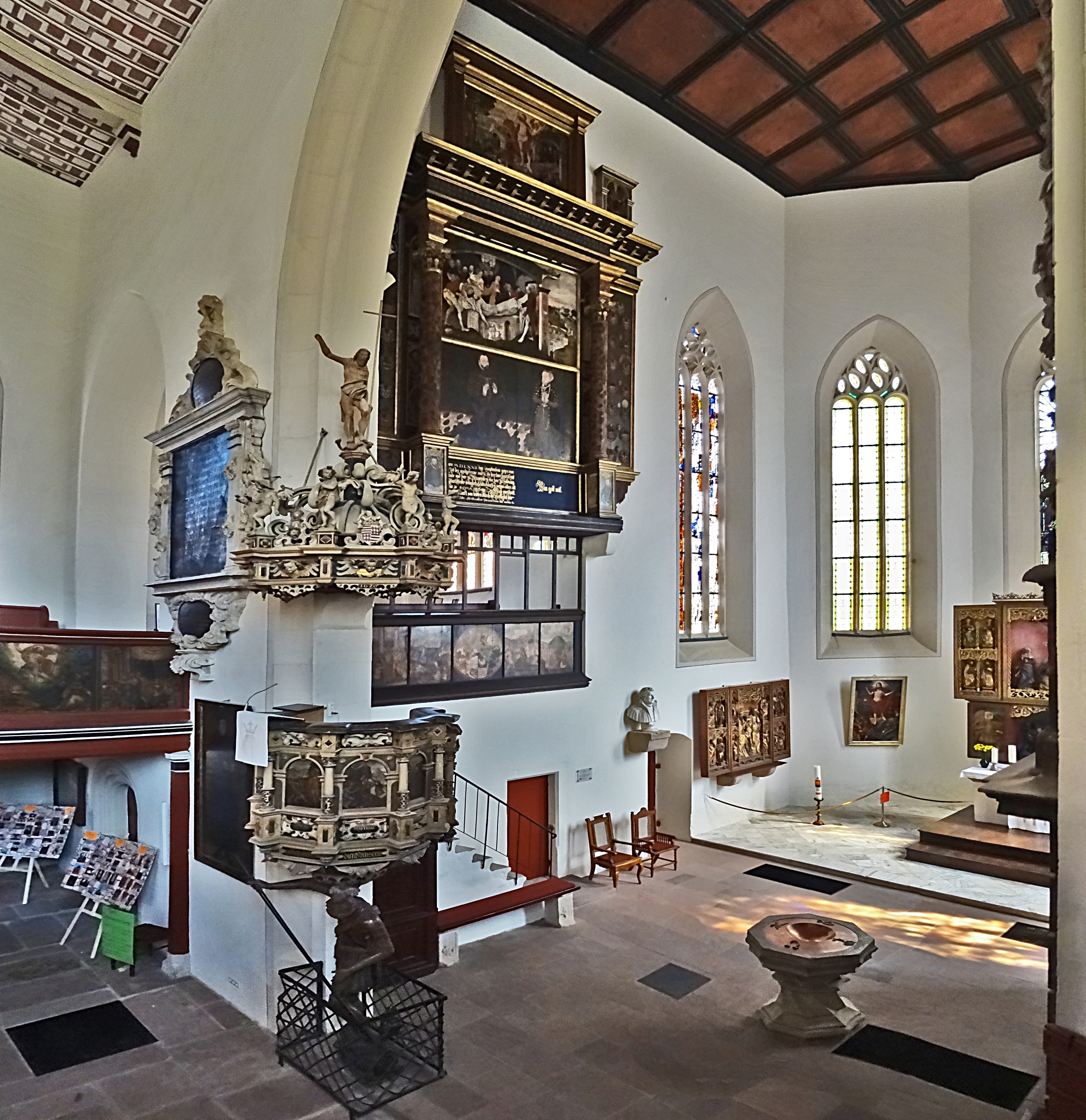
Blick in den Chor

Die evangelische Pfarrkirche St. Georg (auch: Talkirche) ist eine asymmetrische spätgotische Saalkirche in Mansfeld im Landkreis Mansfeld-Südharz in Sachsen-Anhalt. Sie gehört zur Kirchengemeinde Mansfeld im Kirchenkreis Eisleben-Sömmerda der Evangelischen Kirche in Mitteldeutschland. Luther war hier als Kind Kurrendemitglied und predigte später hier zweimal am 4. Oktober 1545.

## Geschichte und Architektur
Das stattliche spätgotische Bauwerk auf einem asymmetrischen Grundriss liegt auf einer Anhöhe inmitten der Stadt. Es besteht aus einem leicht hervortretenden Westturm, dem nach Norden weit hervortretenden Langhaus und einem Chor mit Dreiachtelschluss sowie querschiffartigen Anbauten verschiedener Größe nördlich und südlich des Chores. Der Unterbau des Turms stammt von einem Vorgängerbau des 13. oder des frühen 15. Jahrhunderts, das Westportal ist jedoch spätgotisch wie vermutlich auch das Glockengeschoss aus Rotsandstein, dessen Fenster in den Jahren 1929/1930 versetzt wurden und welches gleichzeitig mit einem achteckigen Aufsatz mit Haube und Laterne bekrönt wurde.
Das Langhaus und der Chor stammen aus spätgotischer Zeit; nach einer Inschrift wurden die Arbeiten im Jahr 1497 begonnen und nach einer Unterbrechung durch einen Brand im Jahr 1498 in den Jahren 1518/1520 vollendet. Restaurierungen der Kirche erfolgten in den Jahren 1929/1930 durch Adolf Zeller sowie 1967 und 1995.
Das Bauwerk wurde in unverputztem Bruchsteinmauerwerk mit Strebepfeilern ausgeführt; nach der Form der Abdeckung wird angenommen, dass diejenigen am Langhaus die älteren gegenüber den geschwungenen Verdachungen am Chor sind. Die Fenster sind mit gekehlten Gewänden und Maßwerk in Kielbogen- und Fischblasenformen gestaltet. Das heute einschiffige Langhaus war vermutlich als zweischiffige, vierjochige Halle geplant, jedoch wurden nur die Umfassungsmauern davon ausgeführt. An der Nordseite im westlichen Joch ist ein Stabwerkportal als repräsentativer Haupteingang in einer offenen, sterngewölbten Vorhalle zwischen zwei Strebepfeilern gestaltet. Die zweigeschossigen Anbauten an der Nord- und Südseite sind mit kreuzgratgewölbtem Untergeschoss ausgeführt, der nördliche zweigeteilte Anbau ist mit seiner westlichen Hälfte in das Schiff einbezogen. Im Winkel zwischen diesem Anbau und der nördlichen Langhausmauer ist ein kleiner runder Treppenturm angebaut. Eine zweite, ebenfalls zu den Emporen führende Treppe ist in einem zweigeschossigen Anbau in der Nordwestecke zwischen Langhaus und Turm angeordnet.
Im Innern sind einige wohlgestaltete spätgotische Portale in Schiff und Turm eingebaut. Der saalartige, hohe Innenraum ist flachgedeckt, das Schiff öffnet sich zum Chor in einem gekehlten spitzbogigen Triumphbogen. Die auf achteckigen Säulen ruhende Empore ist mit Brüstungsmalereien geschmückt und zeigt 49 Tafeln mit Szenen aus dem Neuen Testament in manieristischer Darstellung aus der Zeit um 1616/1617, die 1929 erneuert wurden. Gleichzeitig sind die fünf gemalten Brüstungsfelder an der Empore des städtischen Rats im nördlichen Choranbau entstanden. Im südlichen Choranbau befindet sich unten die Grablege der Mansfelder Grafen und oben die Patronatsloge. Die im Jahr 1708 vorgesetzte architektonisch wohlgegliederte und reich verzierte Stuckmarmorfassade ist gleichzeitig Grabmal und wurde im Jahr 1967 restauriert. Im nördlichen Choranbau befindet sich die Sakristei, darüber ist die Ratsempore angeordnet.
Nach der Beseitigung von Schäden am Turm 1995 folgte eine Dachstuhlsanierung, die bis 2017 mit Unterstützung der Deutschen Stiftung Denkmalschutz durchgeführt wurde.

## Ausstattung

### Altäre
Die relativ reiche Ausstattung vor allem aus dem 15. und 16. Jahrhundert umfasst unter anderem drei künstlerisch wertvolle Schnitzaltäre sowie zahlreiche Grabmale. Das Retabel des Kreuzaltars stammt vermutlich aus einer Leipziger Werkstatt unter niederbayerischem Einfluss. Im Schrein ist die Kreuzigung Christi mit Maria, Johannes und Maria Magdalena dargestellt, in den Flügeln je zwei Reihen von paarweise angeordneten Heiligen: links oben Katharina und Elisabeth, darunter Andreas und Jakobus der Ältere; rechts oben Margaretha und Barbara, darunter Anna selbdritt und Johannes der Täufer; auf den Außenseiten der Flügel gemalte Szenen aus der Georgslegende. In der hohen Predella ist die Dornenkrönung Christi gezeigt, auf den Flügeln innen die Heiligen Georg und Mauritius, außen Barbara und Katharina sowie zwei Engel mit den Wappen der Feuerherren, der Auftraggeber des Altars. Die figurenreichen Gruppen im Mittel- und Predellaschrein sind vollplastisch und in leidenschaftlicher Erregung und Bewegung dargestellt.
Ein Flügelaltar stammt aus der Zeit um 1510/1520 und ist mit der Darstellung der Geburt Christi im Schrein und mit Heiligenfiguren in den Flügeln ausgestattet, darunter Darstellungen von Anna selbdritt und den Heiligen Ottilia und Katharina; auf den Außenseiten sind männliche Heilige gemalt.
Der Altar der Marienkrönung stammt vermutlich von 1492 und wurde in den Jahren 1966/1967 und 1970 restauriert. Die Dreifigurengruppe im Schrein ist vor Goldhintergrund dargestellt und wird von den zwölf Aposteln an den Seiten des Schreins und den Flügeln eingefasst, an den Außenseiten der Flügel sind die Kirchenväter gemalt.

### Kanzel, Taufstein, Orgel

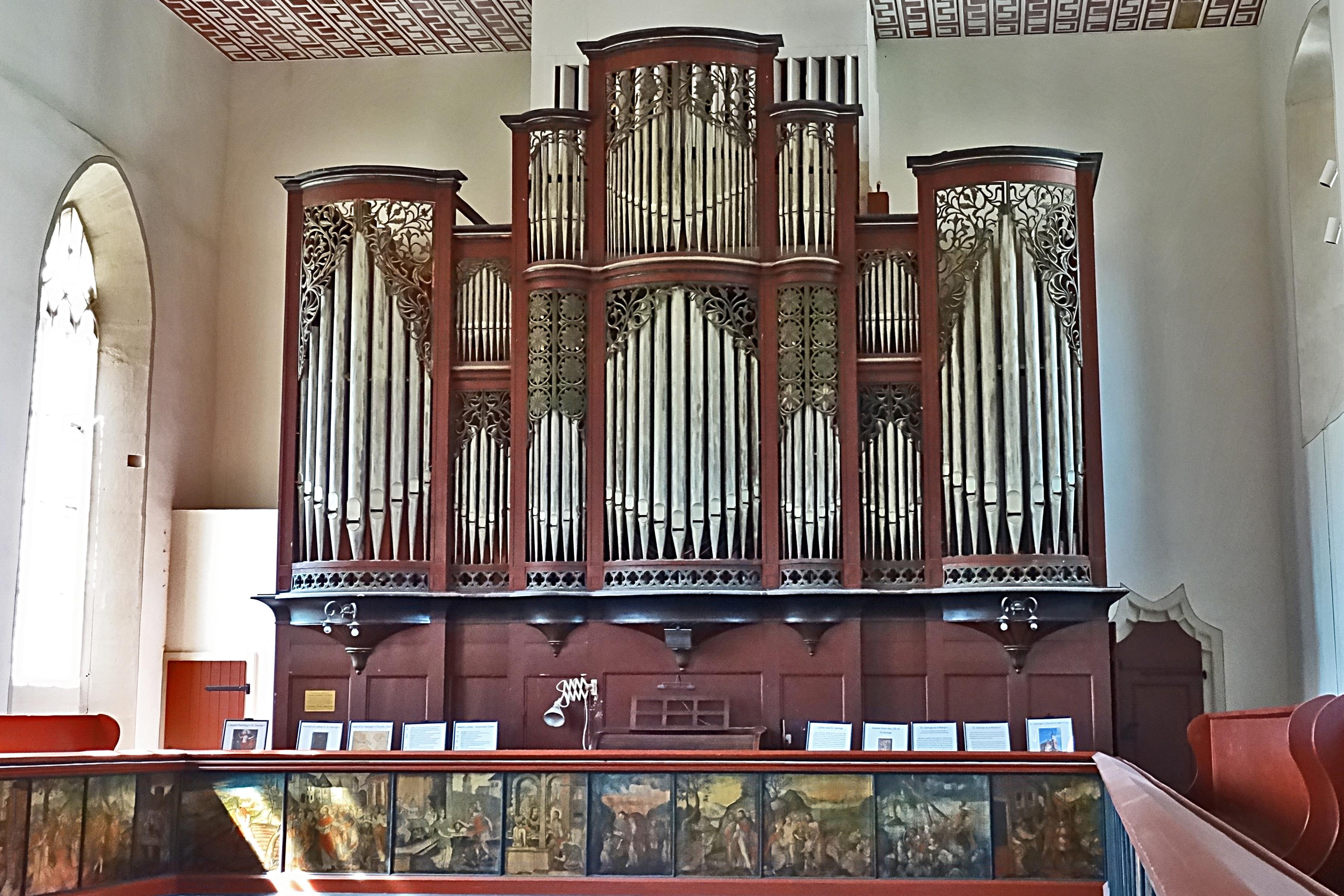
Furtwängler & Hammer-Orgel

Die Kanzel mit der Jahreszahl 1617 hängt stilistisch mit den Emporen zusammen und zeigt an Korb und Treppe zwischen korinthischen Freisäulchen gemalte biblische Szenen mit den zugehörigen Texten; der reiche Schalldeckel ist mit einer Darstellung des auferstehenden Christus bekrönt.
Der spätgotische Taufstein stammt aus der Zeit um 1520 und ähnelt dem aus der dortigen Nikolaikirche stammenden, heute in der Peter-und-Pauls-Kirche Eisleben befindlichen Taufstein.
Die Orgel ist ein Werk der Firma Furtwängler & Hammer aus den Jahren 1929/30 unter Verwendung älterer Teile.

### Weitere Kunstwerke
Ein großes Eichenholzrelief aus der Zeit um 1520 stellt den Drachenkampf des heiligen Georg dar und war früher über dem Nordportal angebracht. Neuere Untersuchungen sprechen sich für eine Datierung auf um 1500 aus und sehen es als ein Relikt des früheren Hauptaltars der Kirche an. Luther könnte also das Bild damals gesehen haben, als er 1498 kurzzeitig in seine Heimatstadt zurückkehrte. Ein Torso eines Christus am Ölberg aus Sandstein stammt vom Ende des 15. Jahrhunderts. Vier wappenhaltende Engel aus Sandstein und zwei wohl dazu gehörige Sandsteinsockel mit Evangelistenreliefs stammen vermutlich aus der Mitte des 17. Jahrhunderts.
Zu den erhaltenen Gemälden gehört ein ganzfiguriges Bildnis Luthers mit der Jahreszahl 1540, das vermutlich aus der Cranach-Schule stammt und Ende des 19. Jahrhunderts weitgehend übermalt wurde. Ein mit einer geflügelten Schlange signiertes und auf 1504 datiertes Gemälde von Lucas Cranach dem Jüngeren zeigt die Auferstehung Christi und wurde 1902/1903 restauriert. Ein Pastorenporträt stammt von 1679. Auf der nördlichen Empore sind drei kleine Glasmalereien aus der ersten Viertel des 16. Jahrhunderts erhalten, die aus dem mittleren Chorfenster stammen und im Jahr 1929 erneuert und hierher versetzt wurden. Zwei Malereien sind mit dem Mansfelder Wappen und dem Namen der Grafen Hoyer VI. und Günther IV. versehen, die dritte, größere mit einer Darstellung des heiligen Georg.

### Grabdenkmale
Mehrere Grabdenkmale, zumeist für die Grafen von Mansfeld-Hinterort und -Vorderort und ihrer Familien sind ebenfalls erhalten:
- Bronzene Grabplatte des Grafen Reinhard († 1569) mit Wappen und Inschrift 1569 von dem Eisfelder Gießermeister Georg Beinrot
- Großes Epitaph der Gräfin Sara († 1565) und ihres Gemahls Georg Hans Ernst († 1572), inschriftlich 1570–1572 von dem Maler Hans Krause und dem Tischler Hans Dienstmann dem Jüngeren mit der Darstellung beider Verstorbenen, Ahnenprobe sowie Grablegung und Auferstehung Jesu Christi, letztere signiert von einem anderen Meister I.S.
- Zwei Totenschilde für die Grafen Gebhard († 1601) (jetzt in der Schlosskirche) und Jobst (†  1619)
- Die Fassade der Grablege an der Chorsüdseite ist zugleich Grabmal des Grafen Johann Georg III. († 1710)  und seiner beiden Gemahlinnen Sophia Eleonora († 1703) und Ludowiga Christina († 1738), die drei Verstorbenen sind im Aufsatz als große Freifiguren dargestellt, dahinter stehen im Untergeschoss drei Prunksärge aus Zinn.
- Gemaltes Epitaph für Frau († 1627) und Tochter († 1626) des Hüttenmeisters Tobias Stoßnack mit einer Darstellung der Verklärung und Kreuzigung Christi sowie der beiden Verstorbenen
- Großes Steinepitaph des mansfeldischen Burggrafen Curt von Trebra († 1637) mit Schrift und Knorpelwerkumrahmung